# Pierre Maroselli
Pierre Maroselli est un footballeur français né le 29 novembre 1966 à Rennes (Ille-et-Vilaine).
Il a joué comme défenseur à Bastia, Rennes et Ajaccio.

## Biographie

### En club
Pierre Maroselli est à présent connu pour être le magnétiseur de Hatem Ben Arfa.

### En sélection
Le 30 août 1992, il honore sa première sélection avec la Corse. La Squadra Corsa tient alors la Juventus en échec 0-0.

## Carrière de joueur
- 1992-1994 :  SC Bastia  (Division 2)
- 1994-1997 :  SC Bastia  (Division 1)
- 1997-1998 :  Stade rennais (Division 1)
- 1998-2000 :  AC Ajaccio (Division 2)[2]

## Statistiques
- 77 matches joués en Division 1 et 113 matches en Division 2

## Palmarès
SC Bastia
- Coupe de la Ligue
  - Finaliste : 1994-1995